# Осеола (Айова)
Осеола (англ. Osceola) — місто (англ. city) в США, в окрузі Кларк штату Айова. Населення — 5415 осіб (2020).

## Географія
Осеола розташована за координатами 41°1′48″ пн. ш. 93°46′47″ зх. д. / 41.03000° пн. ш. 93.77972° зх. д. (41.030020, -93.779638).  За даними Бюро перепису населення США в 2010 році місто мало площу 17,31 км², з яких 16,78 км² — суходіл та 0,53 км² — водойми. В 2017 році площа становила 19,25 км², з яких 18,38 км² — суходіл та 0,86 км² — водойми.

## Демографія
Згідно з переписом 2010 року, у місті мешкало 4929 осіб у 1974 домогосподарствах у складі 1208 родин. Густота населення становила 285 осіб/км².  Було 2184 помешкання (126/км²).
Расовий склад населення:
| - 91,0 % — білих - 0,6 % — чорних або афроамериканців - 0,6 % — азіатів - 0,4 % — корінних американців - 0,1 % — вихідців з тихоокеанських островів - 6,2 % — осіб інших рас |

До двох чи більше рас належало 1,2 %. Частка іспаномовних становила 17,6 % від усіх жителів.
За віковим діапазоном населення розподілялося таким чином: 26,1 % — особи молодші 18 років, 56,6 % — особи у віці 18—64 років, 17,3 % — особи у віці 65 років та старші. Медіана віку мешканця становила 36,8 року. На 100 осіб жіночої статі у місті припадало 94,3 чоловіків;  на 100 жінок у віці від 18 років та старших — 90,8 чоловіків також старших 18 років.
Середній дохід на одне домашнє господарство  становив 47 759 доларів США (медіана — 40 204), а середній дохід на одну сім'ю — 61 258 доларів (медіана — 50 962). Медіана доходів становила 37 652 долари для чоловіків та 31 314 долари для жінок. За межею бідності перебувало 21,8 % осіб, у тому числі 34,9 % дітей у віці до 18 років та 14,5 % осіб у віці 65 років та старших.
Цивільне працевлаштоване населення становило 2336 осіб. Основні галузі зайнятості: освіта, охорона здоров'я та соціальна допомога — 25,7 %, виробництво — 18,5 %, мистецтво, розваги та відпочинок — 17,3 %.